# Ariane (družina raket)
Ariane je izstrelitvi vesoljskih plovil namenjena serija evropskih civilnih raket za enkratno uporabo. Ime izhaja iz francoske izgovorjave grške mitološke junakinje Ariadne.
Projekt je sprva predlagala Francija, sprejeli pa so ga konec leta 1973 po zahtevnih pogovorih med Francijo, Nemčijo in Združenim kraljestvom. Projekt je bil drugi vesoljski poskus Zahodne Evrope, po neuspelem prvem projektu Europa. Oznaka za projekt je bila L3S (kar je francoska okrajšava za tretjo generacijo zamenljivih izstrelitvenih platform). Evropska vesoljska agencija (angl. ESA, Europpean Space Agency) je za razvoj izstrelitvenih raket ter testnih poligonov zadolžila svojo podružnico EADS Astrium, medtem ko podjetje Arianespace, v 32,5 % lastništvu francoske vesoljske agencije CNES, skrbi za proizvodnjo, tekoče operacije in trženje.
Arianespace izstreljuje rakete Ariane iz vesoljskega centra na otoku Kourou v Francoski Gvajani, kjer bližina ekvatorja izdatno pripomore k nizkim stroškom in enostavnosti izstrelitev. 
Družina raket Ariane je sestavljena iz naslednjih glavnih verzij:
- Ariane 1, operativna 1979-1986, z 9 uspešnimi izstrelitvami od skupaj 11 izvedenih
- Ariane 2, operativna 1986-1989, s 5 uspešnimi izstrelitvami od skupaj 6 izvedenih
- Ariane 3, operativna 1984-1989, z 10 uspešnimi izstrelitvami od skupaj 11 izvedenih
- Ariane 4, operativna 1990-2003, s 113 uspešnimi izstrelitvami od skupaj 116 izvedenih
- Ariane 5, operativna od 1996, z 62 uspešnimi izstrelitvami od skupaj 66 izvedenih (do novembra 2012)
- Ariane 6, v razvoju, prvi polet okrog 2020

4. maja 2007 je Ariane 5 postavila nov rekord v teži komercialnega tovora, s tem ko je v vesolje ponesla dva satelita s skupno težo 9.4 tone.
V načrtu je razvoj rakete Ariane 6, ki naj bi do leta 2025 nadomestila Ariane 5.